# Walentin Gaft
Walentin Iosifowicz Gaft (ros. Валенти́н Ио́сифович Гафт; ur. 2 września 1935 w Moskwie, zm. 12 grudnia 2020 tamże) – radziecki i rosyjski aktor filmowy i teatralny. Ludowy Artysta RFSRR.
Ukończył Studium Teatralne przy MCHAT. Występował w moskiewskim Teatrze Satyry, Teatrze na Małej Bronnej, „Sowriemienniku”. Pochowany na Cmentarzu Trojekurowskim w Moskwie.

## Filmografia
- 1957: Zbrodnia przy ulicy Dantego
- 1979: Garaż
- 1980: Czarna kura
- 1982: Komora celna
- 1987: Zapomniana melodia na flet jako Odinkow
- 1991: Obiecane niebiosa jako Dmitrij Loginow
- 1994: Mistrz i Małgorzata
- 2000: Stare klacze jako generał Lubowicki
- 2007: Dwunastu

## Nagrody i odznaczenia
- Ludowy Artysta ZSRR
- Ludowy Artysta RFSRR